# 吲哚-3-丙烯酰甘氨酸
吲哚-3-丙烯酰甘氨酸（缩写IAG）是一种含氮有机化合物，分子式C
13H
12N
2O
3，可作为色氨酸合成代谢的中间体。